# Peithias
Peithias († 427 v. Chr. in Kerkyra (Stadt)) war ein Führer der demokratischen Partei in Kerkyra während des Peloponnesischen Kriegs.
Peithias war zunächst von Anhängern einer Anlehnung an Korinth beschuldigt worden, Kerkyra zum Sklaven Athens zu machen. Er verteidigte sich jedoch erfolgreich und beschuldigte daraufhin fünf seiner reichsten Ankläger religiöser Verbrechen – ebenfalls mit Erfolg. Das Strafgeld war so hoch, dass die Verurteilten es nicht bezahlen konnten.
Da die oligarchische Partei befürchtete, Peithias könnte die Mehrheit der Bürger für eine defensive und offensive Allianz mit Athen gewinnen, stürmten ihre Anhänger den Senat, mit Dolchen bewaffnet, und töteten Peithias wie auch etwa sechzig Andere. Beim so begonnenen kerkyranischen Bürgerkrieg, der mit für die Anfangszeit des Peloponnesischen Kriegs noch ungewöhnlicher Grausamkeit geführt wurde, siegte die demokratische Partei.

## Quelle
- Thukydides, Geschichte des Peloponnesischen Krieges III, 70 (englische Übersetzung in Wikisource, abgerufen 14:03, 20. Dezember 2008)

| Personendaten    | Personendaten                            |
| ---------------- | ---------------------------------------- |
| NAME             | Peithias                                 |
| KURZBESCHREIBUNG | antiker griechischer Politiker (Kerkyra) |
| GEBURTSDATUM     | 5. Jahrhundert v. Chr.                   |
| STERBEDATUM      | 427 v. Chr.                              |
| STERBEORT        | Kerkyra (Stadt), Kerkyra                 |